# Inchinnan
Inchinnan (Innis Fhionghain en gaélique (gd)) est une ville d'Écosse, située dans le council area et région de lieutenance du Renfrewshire.
Située au bord de la A8 (en) entre Renfrew et Greenock, elle se trouve au sud-est d'Erskine.